# Clastopus vestitus
Clastopus vestitus là một loài thực vật có hoa trong họ Cải. Loài này được (Desv.) Boiss. mô tả khoa học đầu tiên năm 1867.